# Axel Persson
Axel Wilhelm Persson (Eskilstuna, Comtat de Södermanland, 23 de gener de 1888 – Västerhaninge, 2 de setembre de 1955) va ser un ciclista suec, que va prendre part en els Jocs Olímpics d'Estocolm de 1912 i d'Anvers de 1920.
El 1912 va guanyar la medalla d'or en la contrarellotge per equips, formant equip amb Ragnar Malm, Erik Friborg i Algot Lönn. En la contrarellotge individual acabà el novè. El 1920 va guanyar la medalla de plata en la mateixa prova, aquest cop formant equip amb Harry Stenqvist, Sigfrid Lundberg i Ragnar Malm. En la contrarellotge individual acabà el dotzè.

## Palmarès
- 1911
  -  Campió de Suècia de 10 km en pista
  -  Campió de Suècia de CRI
- 1912
  -  Campió de Suècia de CRI
  -  Medalla d'or als Jocs Olímpics de 1912 de contrarellotge per equips
- 1913
  -  Campió de Suècia de 10 km en pista
  -  Campió de Suècia de 100 km
  -  Campió de Suècia de CRI
  - 1r a Mälaren Runt
- 1914
  - 1r a Mälaren Runt
- 1919
  -  Campió de Suècia de 100 km
  -  Campió de Suècia de CRI
  -  Campió de Suècia en ruta
  - 1r a Nordisk Mesterskab
- 1920
  -  Medalla de plata als Jocs Olímpics de 1920 de contrarellotge per equips